# میان‌چرخند
میان‌چرخند (انگلیسی: Mesocyclone) یک پدیده میان‌مقیاس در هواشناسی یا در مقیاس توفان‌ها در منطقه گردش چرخندها (تاوه) است که قطر آن معمولاً بین ۳٫۲ تا ۹٫۷ کیلومتر است و اغلب در رادارها با توفان تندری شناسایی می‌شود. میان‌چرخندها در نیم‌کره شمالی در جناح عقب و راست (لبه کناری با توجه به جهت حرکت) یک توفان چرخشی یا اغلب در جناح شرقی یا پیشرو یک ابرسلول پرباران قرار دارد. منطقه زیر پوشش یک گردش میان‌چرخندی ممکن است به عرض چندین کیلومتر برسد اما به‌طور قابل ملاحظه‌ای بزرگ‌تر از هر پیچندی است که ممکن است به همراه آن گسترش یابد و در درون میان‌چرخندها است که پیچندهای شدید تشکیل می‌شوند.